# Sven Fahlman
Sven Torsten Fahlman  (* 11. července 1914 Stockholm – 23. června 2003 Sollentuna, Švédsko) byl švédský sportovní šermíř, který kombinoval šerm kordem a fleretem. Švédsko reprezentoval v čtyřicátých a padesátých letech. Na olympijských hrách startoval v roce 1952 v soutěži jednotlivců v šermu kordem a v soutěži družstev v šermu kordem a fleretem. V roce 1951 obsadil na mistrovství světa v soutěži jednotlivců třetí místo v šermu kordem. Se švédským družstvem kordistů vybojoval v roce 1952 stříbrnou olympijskou medaili a v roce 1947 a 1954 druhé místo na mistrovství světa.